# Manuel Maples Arce
Pour les articles homonymes, voir Maples et Arce.
Manuel Maples Arce (Papantla, Veracruz, 1er mai 1898 ou 1900 - Mexico, D. F., 1981) est un poète, écrivain, critique d'art, avocat, politicien et diplomate mexicain, spécialement connu comme le fondateur du Stridentisme, mouvement d'avant-garde littéraire et artistique des années 1920.

## Le chef de file du premier mouvement d'avant-garde mexicain
Comme de nombreux poètes mexicains de sa génération, Maples Arce se forme d'abord au sein du post-modernisme (représenté localement par Enrique Gonzalez Martinez), continuation du Modernisme hispano-américain (courant parallèle au Symbolisme européen, représenté par l'œuvre du Nicaraguayen Rubén Dario). Cette influence marque sa première publication en volume, le recueil de proses poétiques Rag (Tintas de abanico), paru en 1920.
Après son installation à Mexico et la diffusion du premier manifeste stridentiste, Comprimido estridentista, fin 1921 dans le no 1 de sa revue Actual éditée en placard, Maples Arce publie en 1922 son premier livre de poésie avant-gardiste, Andamios interiores (Poemas radiográficos), qui reçut la même année, du jeune Jorge Luis Borges (alors représentant de l'Ultraïsme argentin), une critique bienveillante. En 1924, il publie Urbe (Super-poema bolchevique en 5 cantos), avec une couverture et des bois gravés du Français Jean Charlot, plaquette dont la traduction anglaise, par John Dos Passos, fut éditée en 1929 à New York (cette édition est sans doute le premier livre d'un poète mexicain et le premier livre d'avant-garde de langue espagnole traduit en anglais). En 1927 paraît Poemas interdictos, son dernier livre de poésie en date pour longtemps, jusqu'à Memorial de la sangre publié en 1947.
Pendant sa période stridentiste (de 1921 à 1927, d'abord à Mexico, où Maples étudie le Droit, puis à Xalapa, où il devient Secrétaire général du Gouverneur de Veracruz, le général Heriberto Jara), il est responsable des revues Actual (3 livraisons en 1921 et 1922) et Irradiador (3 livraisons en 1923), suivies par Horizonte (1926-1927) dirigée par son ami German List Arzubide et publiée sous l'égide du Gouvernement de Veracruz.
Autour de Maples Arce, des poètes comme German List Arzubide, Salvador Gallardo et Kyn Taniya (pseudonyme de Luis Quintanilla), le critique et prosateur Arqueles Vela, et les artistes Fermin Revueltas, Jean Charlot, German Cueto, Leopoldo Méndez et Ramón Alva de la Canal, parmi d'autres, sont les représentants les plus importants du mouvement stridentiste, qui entretint aussi d'étroites relations avec le Muralisme mexicain de Diego Rivera.

## Postérité
Après la vie scandaleuse du groupe stridentiste, Maples Arce (qui devait délaisser peu ou prou la création poétique et se consacrer à une carrière diplomatique à travers le monde) est longtemps assez déprécié, comme poète, par la critique et les historiens de la littérature mexicaine, tandis que fort peu de spécialistes s'intéressent à l'étude de la littérature et de l'art stridentiste, qui sont à présent, mais depuis peu, mieux connus.
Hors quelques numéros thématiques de revues et anthologies stridentistes (ces dernières étant dues à Luis Mario Schneider, pionnier des recherches universitaires sur le sujet), la première réédition en volume de l'œuvre poétique de Maples Arce, incluant sa production stridentiste et post-stridentiste, intervient au Mexique seulement en 1981 (publication posthume de fait, puisque sortie des presses quelques mois après la mort de l'auteur), sous le titre Las semillas del tiempo, et a été reprise en 2013.
C'est ainsi un écrivain presque complètement oublié, et fort peu consensuel, que le jeune Roberto Bolaño interviewe à Mexico en 1976. L'écrivain chilien doit faire référence à l'ancien poète d'avant-garde et intellectuel en retraite, de manière intrigante et ambivalente, dans son fameux roman Les Détectives sauvages (Los detectives salvajes, 1998), où Maples Arce apparaît même comme un personnage de fiction, précisément pour témoigner de sa rencontre éphémère avec les jeunes tenants de l'Infra-réalisme (devenu le "Réalisme viscéral" dans le roman). Un autre personnage tout à fait fictif quant à lui, Amadeo Salvatierra, y évoque aussi longuement la période stridentiste (mêlée d'éléments purement fictionnels, en particulier la poétesse Cesarea Tinajero que recherchent les "détectives sauvages"), notamment en lisant et en commentant le Comprimido estridentista et la longue liste de noms qui le suit dans Actual, le "Directorio de vanguardia". Ce faisant, Les détectives sauvages demeure une excellente et stimulante introduction tant au paysage poétique mexicain et latino-américain des années 1970 qu'à la postérité du Stridentisme dans ce contexte, et aux enjeux de sa réhabilitation.
Dans l'espace francophone, après une première traduction intégrale des Poemas interdictos en 1936, par le poète belge Edmond Vandercammen, la diffusion de l'œuvre de Maples Arce a longtemps été limitée aux anthologies de poésie mexicaine ou latino-américaine. Le critique Serge Fauchereau se distingue pour être le seul à avoir consacré des études en français, et à plusieurs reprises, au mouvement stridentiste.

### Éditions en espagnol
- Rag (Tintas de abanico), Veracruz, Catalan Hermanos, 1920, 92 p.
- Andamios interiores (Poemas radiográficos), Mexico, Editorial Cultura, 1922, 81 p.
- Urbe (Super-poema bolchevique en 5 cantos), couv. et illustrations de Jean Charlot, Mexico, Andrés Botas e hijos, 1924, 45 p.
- Poemas interdictos, portrait de l'auteur par Leopoldo Méndez, Xalapa, Ediciones de Horizonte, 1927, 93 p.
- El paisaje en la literatura mexicana, Mexico City, Librería Porrúa, 1944. 76 p.
- Memorial de la sangre, Mexico, Talleres Graficos de la Nacion, 1947, 93 p.
- Las semillas del tiempo : obra poética, 1919-1980 [1981], avant-propos de Rubén Bonifaz Nuño, Xalapa, Universidad Veracruzana, 2013, 216 p.
- Mi vida por el mundo, Xalapa, Universidad Veracruzana, 1983, 379 p.

### Traductions

#### En français
- Poèmes interdits, traduction de Edmond Vandercammen, Bruxelles, Cahiers du Journal des Poètes, 1936, 68 p.
- Stridentisme ! Poésie & Manifeste (1921-1927), édition bilingue et illustrée, textes réunis et établis, traduits, présentés et annotés par Antoine Chareyre, Paris, Le Temps des Cerises, "Commun'art", 2013, 372p. [Comprimido estridentista, Andamios interiores, Urbe, Poemas interdictos].

#### En anglais
- Metropolis [Urbe], traduit par John Dos Passos, New York, The T. S. Book Company, 1929, [35]p.; repris dans Jed Rasula et Tim Conley (org.)
- Burning City : Poems of Metropolitan Modernity, Notre Dame, Action Books, 2012.
- City, Bolshevik Super-Poem in 5 Cantos [Urbe], édition bilingue, une nouvelle traduction, notes et postface par Brandon Holmquest, New York, Ugly Duckling Presse, « Lost Literature Series », 2010, 30 p.